# Thomas Dimsdale
Barón Thomas Dimsdale (Epping, 29 de mayo de 1712-Hertford, 30 de diciembre de 1800) fue un médico inglés, banquero y político en la Cámara de los Comunes del Reino Unido de 1780 a 1790. Catalina la Grande lo nombró barón Dimsdale del Imperio ruso.

## Primeros años
Nació en Theydon Garnon, Essex, hijo del cirujano John Dimsdale y de su esposa Susan. La familia era cuáquera (Sociedad Religiosa de los Amigos). Su padre lo instruyó en medicina, antes de ingresar al Hospital St Thomas, en Londres, después de lo cual comenzó a ejercer su profesión en Hertford, en 1734.

## Trayectoria profesional
Dimsdale desarrolló un interés particular en la prevención de la viruela por inoculación (variolación), una infección deliberada del paciente en la piel mediante una modalidad leve de la enfermedad para aportar protección contra consecuencias más virulentas. En 1767 publicó The present method of inoculating for the small-pox (El método presente de inoculación para la viruela), que en 1769 alcanzó cinco ediciones. Ese año fue elegido Miembro de la Royal Society.
En 1762, quizá debido a su reputación en la sociedad londinense, fue invitado a Rusia para aplicar la variolación a la emperatriz Catalina la Grande y a su hijo, Palo I de Rusia. En 1768, acompañado por su segundo hijo, Nathaniel Dimsdale, viajó a San Petersburgo e inoculó a la emperatriz, a su hijo, y a más de 140 miembros de la corte. Los resultados fueron exitosos. Catalina lo premió con 10 000 libras esterlinas (£), una pensión de 500 £ anuales, 2000 £ para gastos varios y una baronía del Imperio ruso. También, a Nathaniel lo premió y le concedió una baronía. En caso de que los resultados hubieran provocado efectos adversos, la Emperatriz había prevenido un relevo de caballos veloces para un abandono rápido –de los Dimsdale– del país. Durante el largo periodo preparatorio antes de las variolaciones escribió Tracts on inoculation written and published at St Petersburg in the year 1768. 

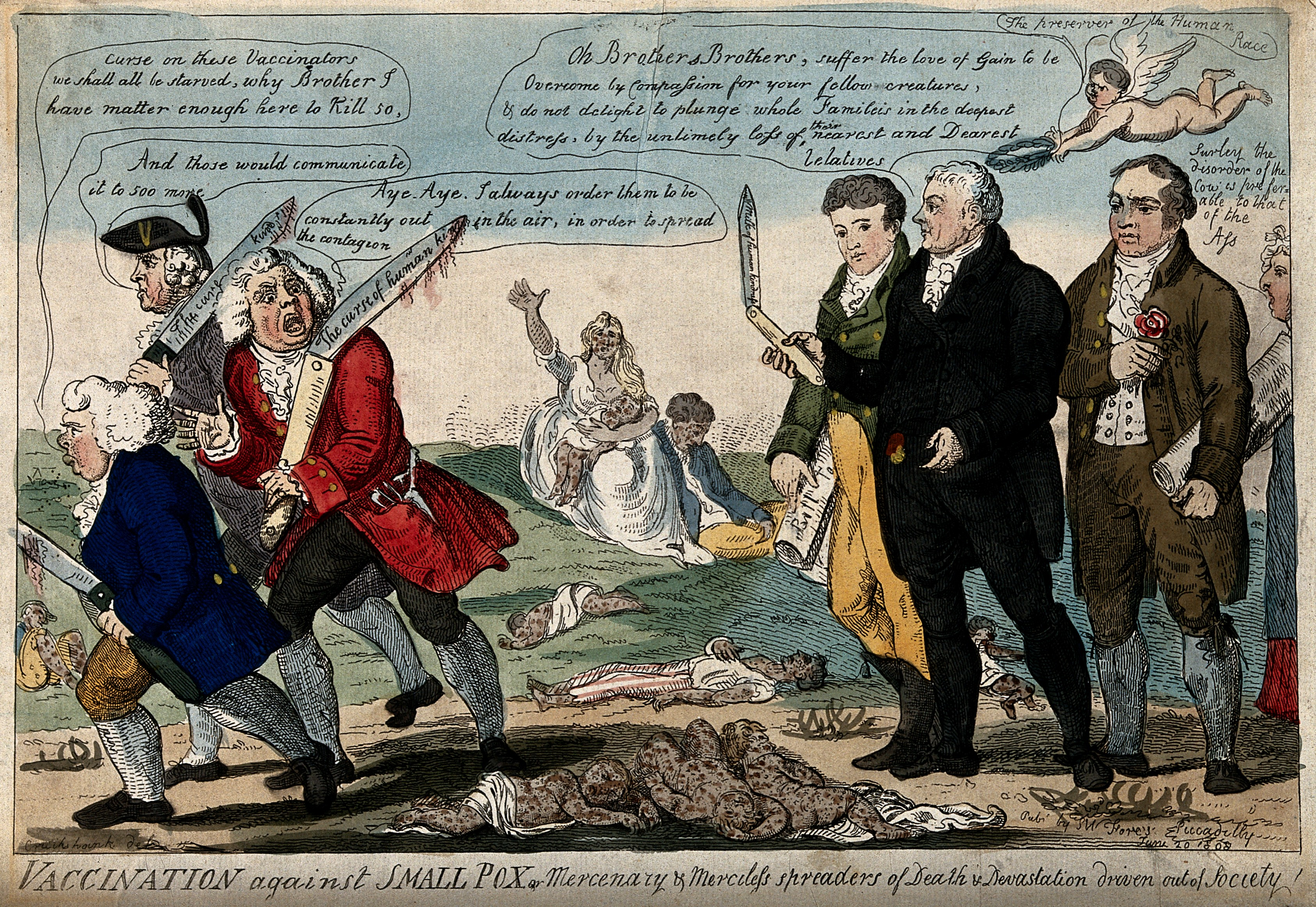
Caricatura que muestra a Edward Jenner, Thomas Dimsdale y George Rose rechazando oponentes a la vacunación.

A su regreso de Rusia, Dimsdale devino en banquero, inicialmente en la sociedad bancaria privada de Dimsdale, Archer & Byde en Cornhill, Londres y después como socio en Staples, Baron Dimsdale, Son & Co. Fue electo Miembro del Parlamento por Hertford en dos periodos sucesivos: 1780 y 1784. En 1781, él y Nathaniel regresaron a Rusia para llevar a cabo más inoculaciones a la realeza.

## Familia
Dimsdale se casó tres veces: primero con Mary, la hija de Nathaniel Brassey, de Roxford, Hertfordshire; luego con Anne, la hija de John Iles, con quien procreó siete hijos y dos hijas, y finalmente con Elizabeth, la hija de su primo Joseph Dimsdale, de Bishop's Stortford. En su baronía rusa lo sucedió su hijo mayor, John, y trascendió a su familia. Esta baronía se extinguió por la muerte, sin sucesión, de Nathaniel, hijo de John.

## Muerte
Vivió en Bengeo, Hertfordshire, donde murió, en 1800. Fue sepultado en el cementerio de los cuáqueros en Bishop's Stortford, Hertfordshire.